# 中朝友谊桥
中朝友谊桥（朝鲜语：／，中国朝鲜语：／），又名鸭绿江大桥，位于1911年建成的旧鴨綠江大桥上游百米处，由日本殖民政府在1937年修建，1943年5月竣工。本桥全长946.2米，有桥墩12个，是当时日治朝鲜和满洲国的国界桥，现今是连接中華人民共和國辽宁省丹东市与朝鮮民主主義人民共和國平安北道新義州市的跨国桥梁。

## 歷史

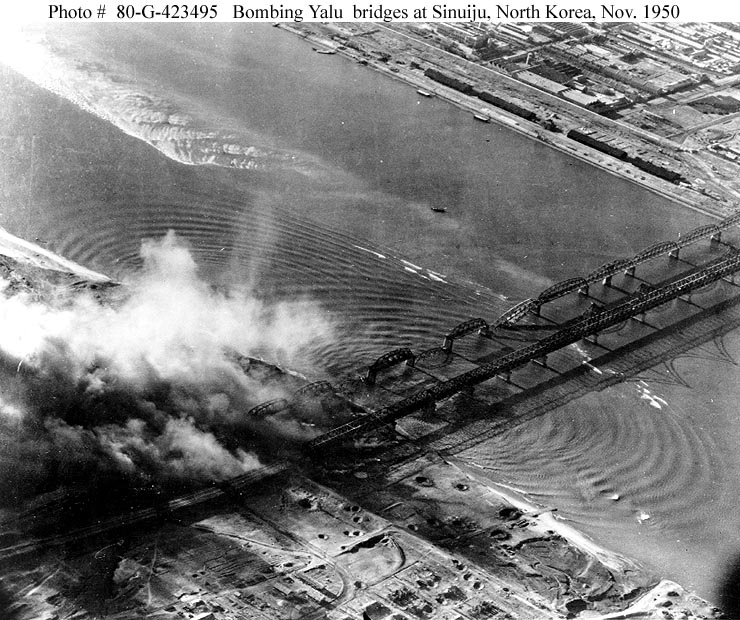
1950年11月美國飛機空襲時所照的空照圖。顯現了中朝友誼橋的破壞程度

1950年11月到1951年2月期間，為了切斷中國大陸輸往朝鮮半島北部的物資援助，美軍使用B-29轟炸機及F-80战斗机機頻繁轟炸新、旧兩座橋，而它们也不斷地被修復。戰爭結束後，只修復新橋並繼續使用，舊橋被遺棄，名「鸭绿江断桥」。两座桥现今均为丹東的觀光熱點，可遠望朝鲜新義州。
2015年9月28日中朝友誼橋因為橋面破損和一輛卡車傾覆而被封閉，30日臨時通行一天，11月2日重新通車。
朝鲜一侧桥头的朝鲜文是“조중친선다리”（朝中亲善桥），把朝鲜语的汉字词「우의」（友谊）和「교」（桥）改成「친선」（亲善）和「다리」（朝鲜语固有词，义同“桥”），而不是「조중우의교」。

## 另見
- 中朝边境
- 中越友誼關
- 鸭绿江断桥
- 中朝鸭绿江界河公路大桥（新鸭绿江大桥）